# Locomotiva FS D.146
La locomotiva D.146 è una locomotiva diesel a trasmissione idraulica per servizio di manovra pesante e per treni merci di costruzione italiana. È stata prevista con due tipi di motorizzazione differenziate dalla loro immatricolazione come Locomotiva D.146 (motorizzazione Isotta Fraschini, di proprietà Trenitalia) e locomotiva D.147 (unico esemplare con motorizzazione Caterpillar, provato in ambito Trenitalia inizialmente con marcatura D.146 poi ceduto al Consorzio per lo sviluppo industriale del Comune di Monfalcone).

## Storia
La locomotiva è frutto di un progetto volto al rinnovamento del parco di rotabili ferroviari sviluppato da Firema nei primi anni 2000. La sua costruzione per conto di Trenitalia, avvenuta tra il 2002 e il 2006, ha dato luogo alla fornitura di 32 unità immatricolate come D.146.2001-2032 con motorizzazione Isotta Fraschini che sono state ripartite tra la Divisione Cargo, la Divisione Passeggeri Nazionale/Internazionale e la Divisione Passeggeri Regionale.
È stato costruito un solo esemplare dotato di un più potente motore Caterpillar; tale macchina è stata inizialmente data in prova a Trenitalia presso il deposito di Milano Smistamento con la matricola provvisoria D.146.2033 per facilitarne la certificazione, venendo poi rinumerata D.147.2001 per distinguerla dalle unità con differente motorizzazione, infine (al termine del ciclo di prove) restituita al costruttore che l'ha rivenduta al Consorzio per lo sviluppo industriale del Comune di Monfalcone (dal 2017 Consorzio di sviluppo economico del monfalconese) presso il quale è stata nuovamente rinumerata assumendo la marcatura D.147.001. È attualmente in servizio dalla Stazione ferroviaria di Monfalcone al Porto di Monfalcone.
Esiste inoltre un'unità prototipo di proprietà dell'Ente Retroportuale di Carrara, consegnata da Firema nel 2004 e immatricolata come D.146.0001, operante sui raccordi della Zona Industriale Apuana con materiale FS.

## Caratteristiche
La locomotiva è del tipo monocabina con posto di comando doppio in posizione paracentrale. Il telaio è montato su due carrelli a due assi a completa aderenza. I motori sono posti nell'avancorpo anteriore più grande e sono di due tipi rispettivamente ad 8 o a 12 cilindri, che forniscono la potenza di 1000 o di 1500 kW. La trasmissione è del tipo idrodinamico ed interviene anche nella fase di rallentamento e frenatura. Il freno è anche di tipo pneumatico a dischi e meccanico di stazionamento. La gestione della guida è sussidiata da una centralina elettronica che ne semplifica e controlla l'esecuzione. La sagoma della locomotiva rispetta la norma UIC 505-1; i motori sono conformi alle norme europee sulle emissioni, UE- nonroad 97/68/CE.
Le locomotive sono atte anche all'effettuazione di treni merci essendo in grado di raggiungere la velocità massima di 100 e 120 km/h secondo la versione; in manovra la velocità massima viene limitata a 50/60 km/h mediante dispositivi appositi. 
Tra i servizi di linea quelli tra Lecco, Besana e Albate e da Brescia verso Montirone, Ghedi e Viadana.

## Servizi
Nel 2014 le locomotive sono assegnate agli impianti di OML Torino Orbassano (14 unità), Milano Smistamento (14) e Roma San Lorenzo (4). In precedenza sono state assegnate piccole dotazioni anche a Cervignano, Marcianise, Milano Greco e Napoli Smistamento.
La D.147 presta servizio presso il raccordo base del Lisert a Monfalcone.

## Unità assegnate a Mercitalia Rail
Dal 2017 Molte D.146 sono state assegnate a Mercitalia Rail (ex Trenitalia Cargo) totalmente 23.
- 4 D.146 assegnate al deposito Maddaloni Marcianise Smistamento.
- 7 D.146 assegnate al deposito Milano Smistamento.
- 12 D.146 assegnate al deposito Torino Orbassano.